# 李遵
李 遵（り じゅん、465年 - 508年）は、北魏の官僚・軍人。字は良軌。本貫は趙郡柏人県。

## 経歴
李綜（李霊の子）の子として生まれた。はじめ奉朝請・尚書度支郎に任じられた。洛陽に遷都されると、営構将となった。孝文帝の南征に従い、行台郎となった。孝文帝が洛陽に帰ると、李遵は太子歩兵校尉に任じられた。宣武帝の初年、歩兵校尉に転じ、散騎侍郎を兼ね、盧昶を補佐して東北道副使をつとめた。後に司空諮議に任じられ、中塁将軍の号を加えられた。京兆王元愉が冀州刺史となると、李遵は元愉の下で征東府司馬に任じられた。508年（永平元年）、元愉が反乱を起こすと、李遵は元愉の召集に従わず、殺害された。享年は44。征虜将軍・幽州刺史の位を追贈された。諡は簡といった。

## 子女
- 李渾（字は季初）
- 李絵（字は敬文）
- 李緯（字は乾経）

## 伝記資料
- 『魏書』巻49 列伝第37
- 『北史』巻33 列伝第21